# Liste der Bodendenkmale in Sandersdorf-Brehna
In der Liste der Bodendenkmale in Sandersdorf-Brehna sind alle Bodendenkmale der Stadt Sandersdorf-Brehna und ihrer Ortsteile aufgelistet. Grundlage ist die Veröffentlichung der Landesdenkmalliste mit Stand vom 25. Februar 2016.  Die Baudenkmale sind in der Liste der Kulturdenkmale in Sandersdorf-Brehna aufgeführt.
| Denkmal-ID | Fundart            | Ortsteil | Bezeichnung                  | Zeitstellung | Lage          | Bemerkungen | Bild |
| ---------- | ------------------ | -------- | ---------------------------- | ------------ | ------------- | --- | ---- |
| 428301084  | Sandersdorf-Brehna | Brehna   | Niederungsburg „Schlossberg“ | Mittelalter  | im Ort (Lage) | Neuzeitlich überbaut, es wird vermutet, dass der westliche Turm der Brehnaer Kirche ein Burgturm gewesen sein könnte. |      |